# ГАЕС Тонбай
ГАЕС Тонбай (桐柏水电站) — гідроакумулювальна електростанція на сході Китаю у провінції Чжецзян. Резервуари станції створені у сточищі річки Baizhang, лівої притоки Санмао, яка, своєю чергою, впадає ліворуч до Шифенг — лівої твірної Lingjiang, котра завершується на узбережжі Східнокитайського моря у місті Тайчжоу.
Верхній резервуар станції створений на Тонбай, лівій притоці Baizhang, за допомогою кам'яно-накидної греблі висотою 37 метрів довжиною 456 метрів та шириною по гребеню 8 метрів. Вона утримує водосховище з об'ємом 10,7 млн м3 та коливанням рівня поверхні в операційному режимі між позначками 376 та 396,2 метра НРМ (під час повені рівень може зростати до 397,2 метра НРМ, а об'єм — до 12,3 млн м3).
Нижній резервуар створили на Baizhang за допомогою кам'яно-накидної греблі із бетонним облицюванням висотою 68 метрів, довжиною 434 метри та шириною по гребеню 8 метрів. Вона утримує водосховище з об'ємом 12,9 млн м3 та припустимим коливанням рівня поверхні в операційному режимі між позначками 110 та 141,2 метра НРМ (під час повені рівень може зростати до 146,6 метра НРМ, а об'єм — до 15,4 млн м3).
Між резервуарами, розташованими на відстані близько 1 км один від одного, знаходиться підземний машинний зал станції. Її основне обладнання становлять чотири оборотні турбіни типу Френсіс потужністю по 306 МВт, які використовують напір від 235 до 286 метрів (номінальний напір 244 метри) та мають проєктний виробіток 2180 млн кВт·год електроенергії на рік при споживанні 2813 млн кВт·год.
Зв'язок з енергосистемою відбувається по ЛЕП, розрахованій на роботу під напругою 500 кВ.